# ロナルド・デュプリー
ロナルド・エドムンド・デュプリー・ジュニア（Ronald Edmund Dupree Jr. , 1981年1月26日 - ）は、アメリカ合衆国・ミシシッピ州ビロクシ出身の元バスケットボール選手。現在はミルウォーキー・バックスのスカウトを務めている。身長201cm、体重94.8kg。ポジションはスモールフォワード。

## 経歴
ルイジアナ州立大学卒業後、2003年のNBAドラフトで指名は受けられなかったが、シカゴ・ブルズに入団。ブルズで1年間プレーした後、デトロイト・ピストンズと契約。しかしピストンズのヘッドコーチであるラリー・ブラウンはデュプリーを滅多に使うことはなく、またも1年で放出。2005年のドラフト前にミネソタ・ティンバーウルブズへ放出された。そして2006年7月17日、ピストンズと再契約を交わした。しかし2007-08シーズン中にロースター枠確保のため、ピストンズから解雇。以降は国内外様々なチームでプレーし、2014年ハポエル・エルサレムBCでプレーした後引退した。
2017年8月10日、ミルウォーキー・バックスのスカウトに就任したことが発表された。